# 毛利元寛
毛利 元寛（もうり もとひろ）は、江戸時代後期の長門国長府藩の世嗣。官位は備後守。

## 略歴
11代藩主・毛利元義の長男として誕生。享和2年（1802年）4月15日生まれともされる（「系図纂要」）。
長府藩嫡子として育てられたが、家督相続前の文政10年（1827年）11月18日（あるいは13日）に25歳で早世した。代わって、弟・元運が嫡子となった。

## 系譜
- 父：毛利元義（1785-1843）
- 母：不詳
- 正室：美祢姫 - 溝口直侯の長女
- 生母不明の子女
  - 三男：毛利元周（1827-1868） - 毛利元運の養子